# Maizières-lès-Metz

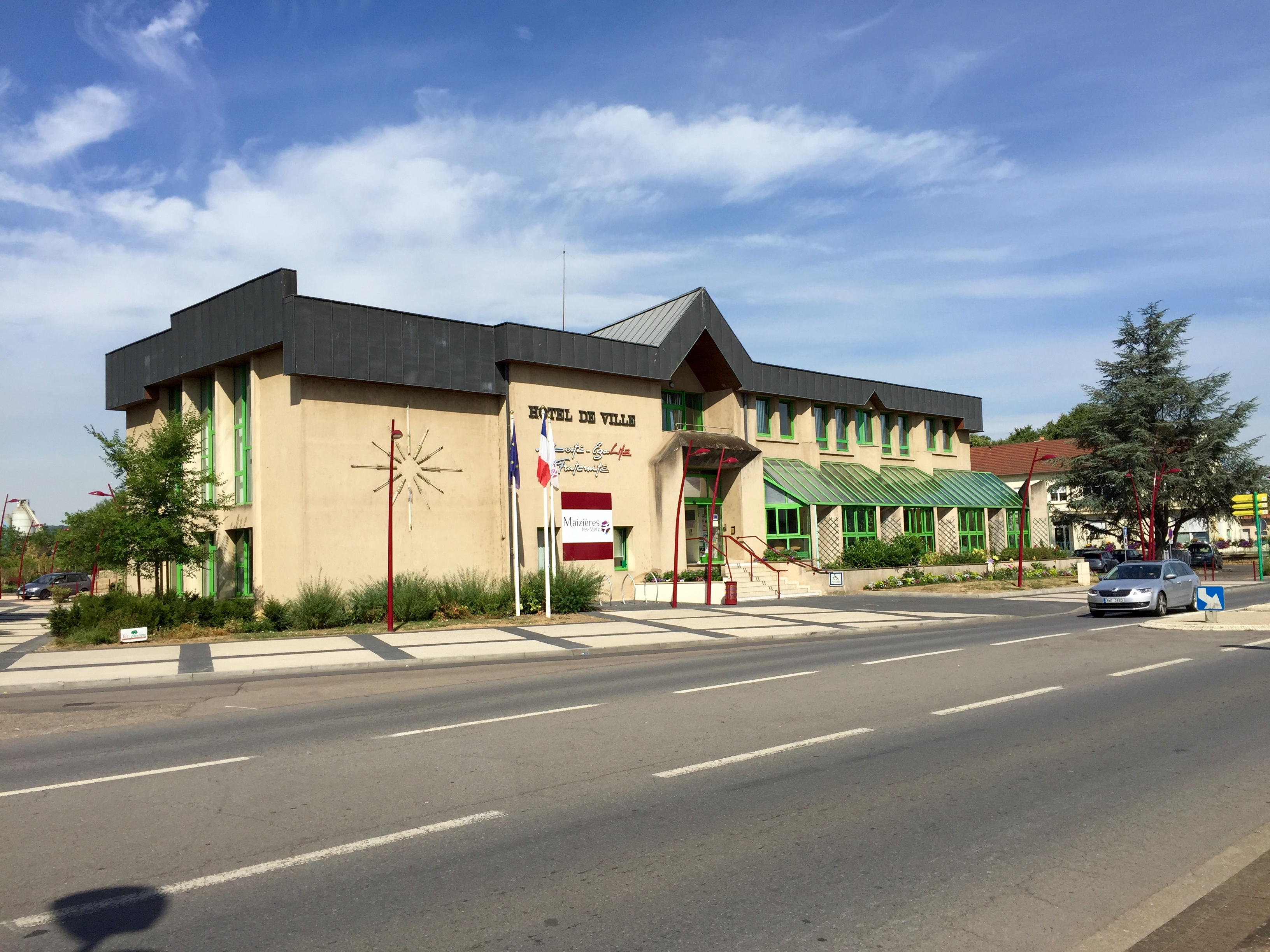
Rathaus (Hôtel de Ville)

Maizières-lès-Metz (lothringisch Welschmaacher; deutsch auch Macheren) ist eine französische Stadt mit 11.725 Einwohnern (Stand 1. Januar 2022) im Département Moselle in der Region Grand Est (bis 2015 Lothringen).
Die Einwohner nennen sich Maiziérois.

## Geographie
Die Gemeinde  liegt im Moseltal, zwölf Kilometer nördlich von Metz. Im Südosten des Gemeindegebietes kreuzen sich die Autobahnen A4 und A31.

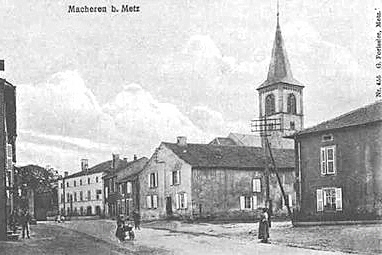
Macheren Anfang des 20. Jahrhunderts

## Geschichte
Der Ort wurde erstmals 977 urkundlich als Maidera erwähnt, 1218 als Masieres. Im Jahre 1558 wurde der Ort französisch besetzt und 1648 an Frankreich abgetreten. Von 1871 bis 1918 gehörte der Ort noch einmal zum Deutschen Reich als Maizières bei Metz. Von 1915 bis 1918 trug er den verdeutschten Namen Macheren, 1940 bis 1944 Machern bei Metz. Im Jahr 1944 kam es zu einigen Kriegszerstörungen.
Der Familienname de Maizière stammt von diesem Ort ab.

### Bevölkerungsentwicklung
| Jahr      | 1962 | 1968 | 1975   | 1982 | 1990 | 1999 | 2009   | 2019   |
| Einwohner | 8817 | 9834 | 11.024 | 9790 | 8901 | ?    | 10.650 | 11.668 |

## Sehenswürdigkeiten
Im Norden des Gemeindegebietes befindet sich der Walygator Parc.
Es gibt einen Vorposten-Stützpunkt der „Ligne Maginot aquatique“ bei Maizières-lès-Metz. Dieser ist touristisch erschlossen und liegt an der „Route de la Ligne Maginot aquatique“.
Bei Barst haben Privatleute und die Kommune einen Festungspark angelegt, der einen Einblick in diesen Teil der Maginotlinie bietet. Ein ortsfest aufgestellter Renault-FT-Panzer ist Ausgangspunkt eines Grabensystems, dessen Ende von einer Artillerie-Kasematte für ein 75-mm-Geschütz gesichert wurde.

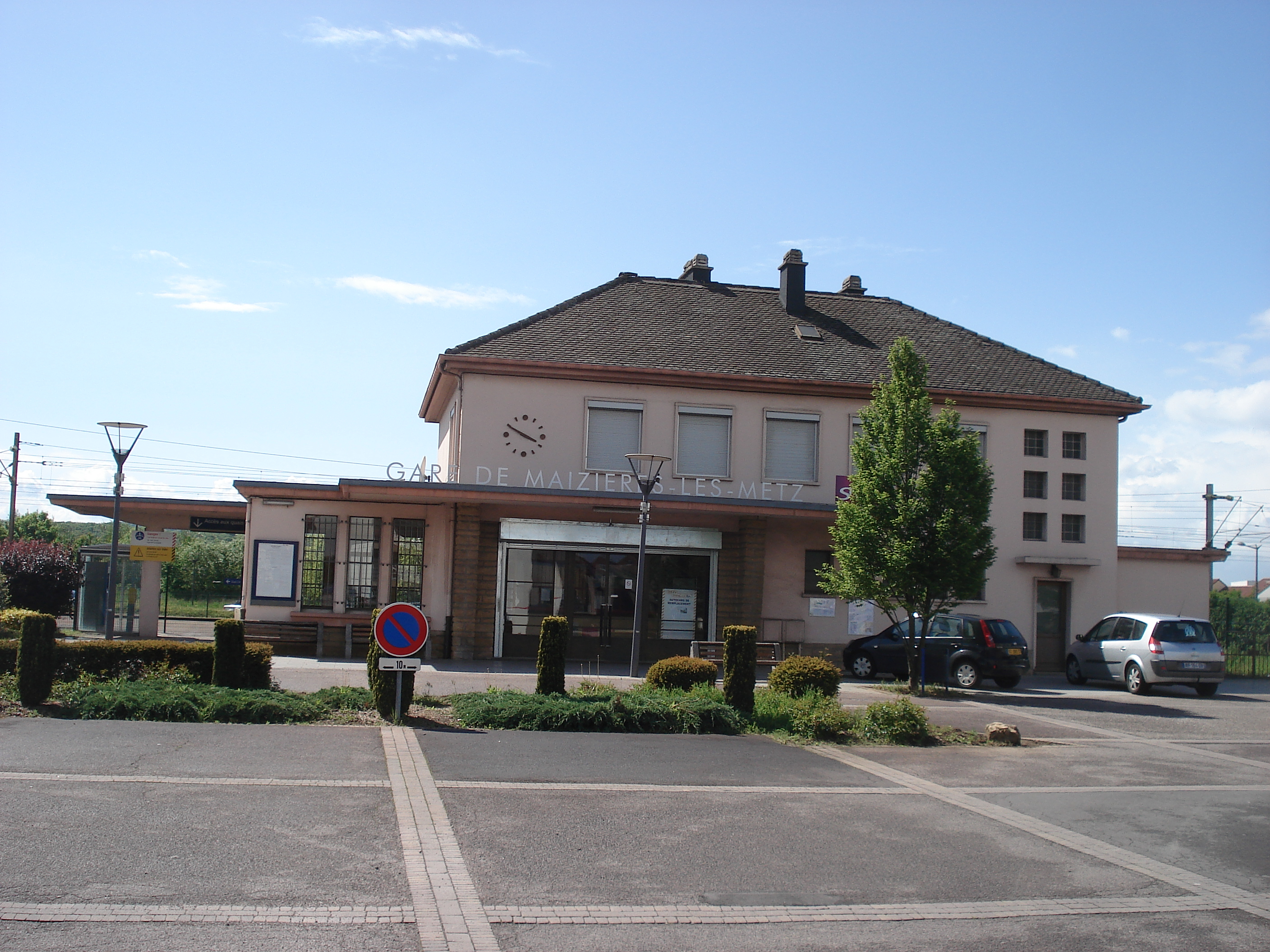
Bahnhof
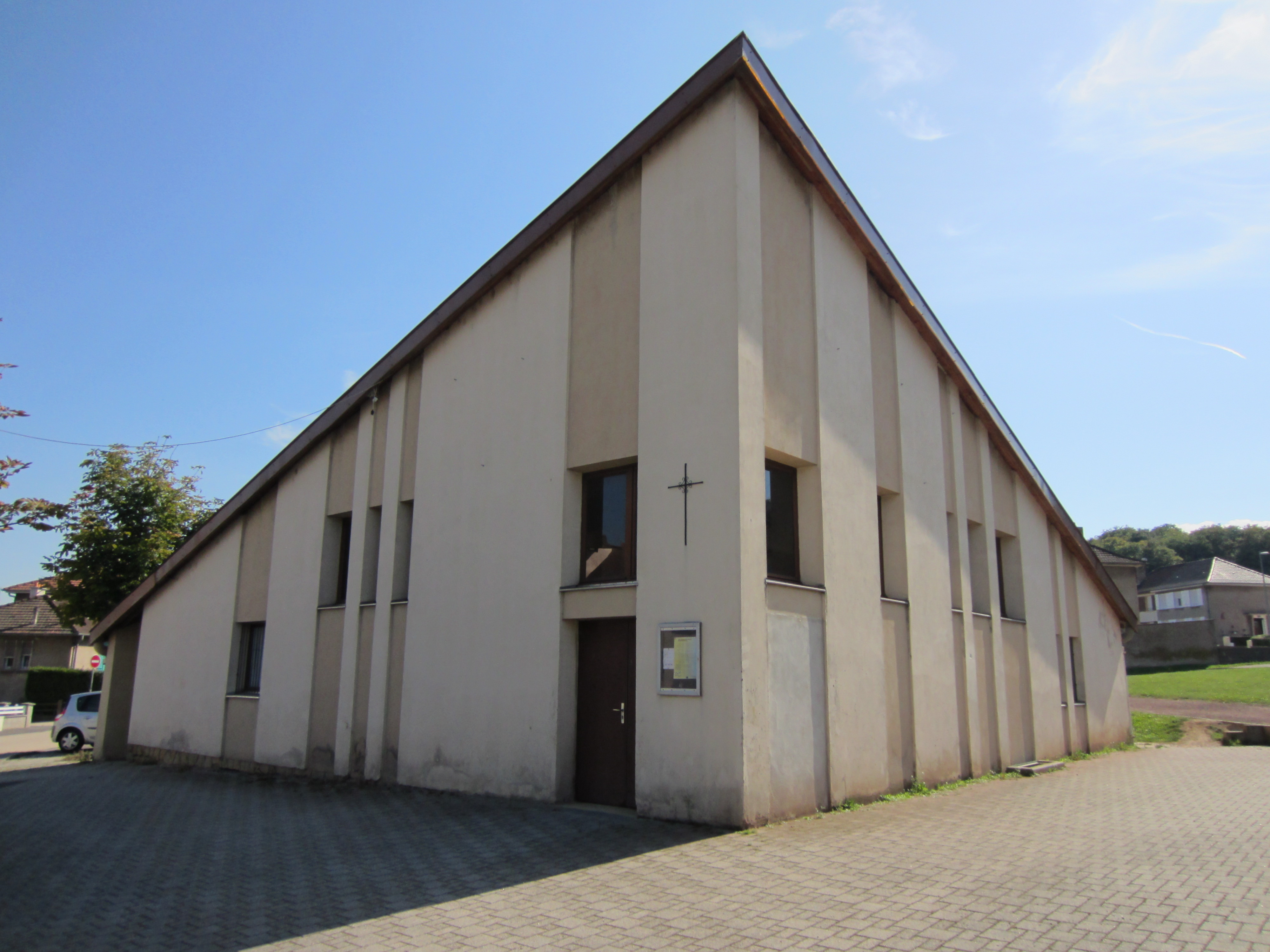
Kapelle Saint-Joseph
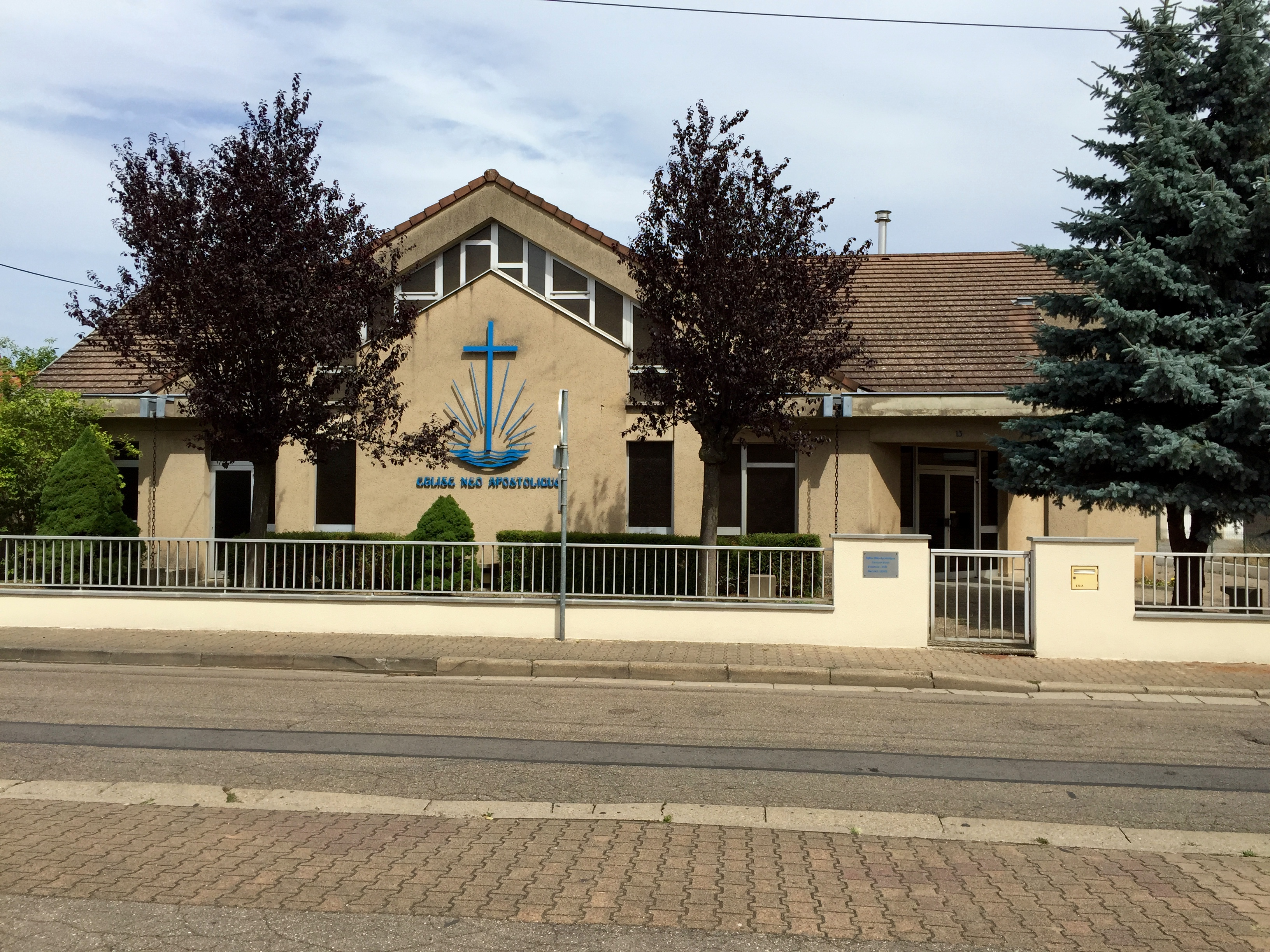
Neuapostolische Kirche

## Städtepartnerschaften
Maizières-lès-Metz ist partnerschaftlich verbunden mit
- Bukowsko (Woiwodschaft Karpatenvorland, Polen)
- Montastruc-la-Conseillère (Département Haute-Garonne, Frankreich)
- Bad Wünnenberg (Nordrhein-Westfalen, Deutschland)

## Verkehr
Der Bahnhof Maizières-lès-Metz liegt an der Bahnstrecke Metz–Luxemburg.
Bis 1964 verkehrte die Straßenbahn Hagendingen.

## Persönlichkeiten
- Maurice Quentin (1920–2013), Radrennfahrer